# Parijse metrolijn 12
Metrolijn 12 van de metro van Parijs verbindt het gebied ten noorden van de stad, op de grens van de gemeenten Aubervilliers en Saint-Denis, met de gemeente Issy-les-Moulineaux ten het zuidwesten van Parijs.

## Geschiedenis
De lijn werd als lijn A aangelegd door de Compagnie Nord-Sud. Het oorspronkelijke traject werd geopend op 5 november 1910 en liep van Notre-Dame-de-Lorette naar Porte de Versailles. Een half jaar later, in april 1911 vond de eerste uitbreiding plaats. Het noordelijke gedeelte van het traject werd verlengd naar Pigalle. Via een uitbreiding in 1912 (tot Jules Joffrin) werd in 1916 het station Porte de la Chapelle bereikt. Nadat de Compagnie Nord-Sud in 1930 overgenomen was door haar concurrent CMP, werd in 1934 het zuidelijke gedeelte van de lijn verlengd tot aan Mairie d'Issy in de voorstad Issy-les-Moulineaux.
Op 25 juni 2008 werd de eerste steen gelegd voor een verlenging van het noordelijk gedeelte van lijn 12 met drie kilometer, tot aan de voorstad Aubervilliers, (station Mairie d'Aubervilliers). Het eerste gedeelte van die verlenging, tot aan Front Populaire, werd op 18 december 2012 geopend. Het resterende deel, tot Mairie d'Aubervilliers, is 31 mei 2022 in dienst genomen. 

## Tracé
Lijn 12 is 17.17 kilometer lang. De stations die door de Compagnie Nord-Sud zijn aangelegd, zijn te herkennen aan een iets uitbundigere versiering dan de overige stations, en aan het NS logo in het tegelwerk. Bij de recente vernieuwingsoperatie van de metro streeft de RATP ernaar om deze stations zo veel mogelijk in de oorspronkelijke stijl te herstellen. Aan de lijn ligt het diepste station van de Parijse metro, Abbesses aan de Place des Abbesses in het 18e arrondissement. Dit station aan de voet van de Butte Montmartre, ligt op een diepte van 36 meter onder het straatoppervlak.
Mairie d'Aubervilliers · Aimé Césaire · Front Populaire · Porte de la Chapelle · Marx Dormoy · Marcadet - Poissonniers · Jules Joffrin · Lamarck - Caulaincourt · Abbesses (metrostation) · Pigalle · Saint-Georges · Notre-Dame-de-Lorette · Trinité - d'Estienne d'Orves · Saint-Lazare · Madeleine · Concorde · Assemblée nationale · Solférino · Rue du Bac · Sèvres - Babylone · Rennes · Notre-Dame-des-Champs · Montparnasse - Bienvenüe · Falguière · Pasteur · Volontaires · Vaugirard · Convention · Porte de Versailles · Corentin Celton · Mairie d'Issy